# Sashiko

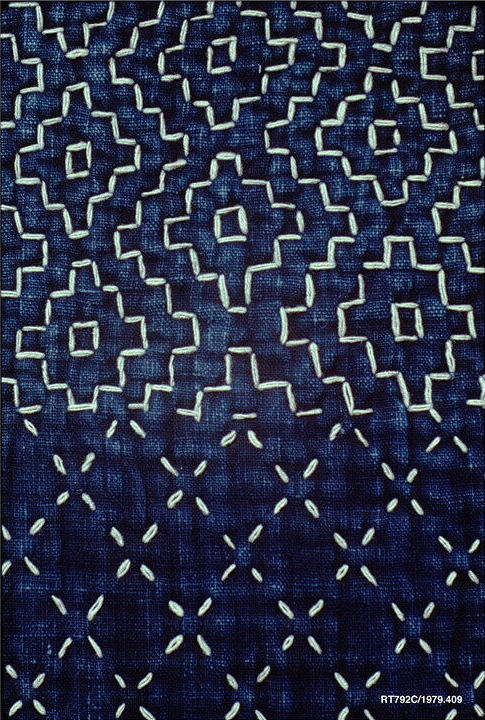
Sashiko-detaljer

Sashiko, "små stygn", är en 1000 år gammal broderiteknik som härstammar från norra delarna av Japan. De många små vita stygnen, genom två eller flera lager tyg, bildar vackra geometriska mönster på indigoblått tyg. Förr lappade och lagade brandsoldater, fattiga bönder och arbetare sina slitna blåkläder i sashiko. Tekniken har förfinats och används idag av alla samhällsklasser i Japan.